# ロラン・ペリー
ロラン・ペリー（Laurent Pelly、1962年1月14日 - ）は、フランス出身のオペラおよび演劇の演出家。衣装やセットのデザインも手がけ、コミカルで風刺的ながら詩情に溢れ想像力豊かな作風が特徴である。特にフランスのオペラ、オペレッタの演出で名作を多く制作している。

## 経歴
パリに生まれ、18歳のときに劇団 Théâtrale du Pélican を設立。1997年から2007年までグルノーブルのアルプス国立演劇センターのディレクター、2008年からトゥールーズ国立劇場のディレクターを務める。
指揮者のマルク・ミンコフスキとコンビでのオッフェンバックのオペレッタなど、数多くの演出作品がDVDになっており、日本においても、ペリーの演出で『ホフマン物語』（オッフェンバック）、『子供と魔法』（ラヴェル）、『マノン』（マスネ）、『椿姫』（ヴェルディ）などが上演されている。

## 主なオペラ演出作品
- 1997年 : 『地獄のオルフェ』（オッフェンバック） リヨン国立歌劇場 （DVD）
- 2000年 : 『美しきエレーヌ』（オッフェンバック） シャトレ座 （DVD）
- 2002年 : 『プラテー』（ラモー） サンタフェ・オペラ（英語版）他 （DVD）
- 2002年 : 『ラ・ペリコール』（オッフェンバック） マルセイユ市立歌劇場（フランス語版）
- 2003年 : 『スペインの時』（ラヴェル）、『ジャンニ・スキッキ』（プッチーニ） 小沢征爾音楽塾
- 2004年 : 『ジェロルスタン女大公殿下』（オッフェンバック） シャトレ座 （DVD）
- 2006年 : 『いやいやながらの王様』（シャブリエ） リヨン国立歌劇場
- 2006年 : 『サンドリヨン』（マスネ） ロイヤル・オペラ・ハウスほか （DVD）
- 2006年 : 『愛の妙薬』（ドニゼッティ） パリ・オペラ座ほか （DVD）
- 2007年 : 『パリの生活』（オッフェンバック） リヨン国立歌劇場 （DVD）
- 2007年 : 『連隊の娘』（ドニゼッティ） ロイヤル・オペラ・ハウスほか （DVD）
- 2007年 : 『人間の声』（プーランク）　リヨン国立歌劇場
- 2009年 : 『ペレアスとメリザンド』（ドビュッシー） アン・デア・ウィーン劇場 （DVD）
- 2009年 : 『椿姫』（ヴェルディ） サンタフェ・オペラ
- 2010年 : 『マノン』（マスネ） ロイヤル・オペラ・ハウス
- 2010年 : 『ドン・キショット』（マスネ） モネ劇場 （DVD）
- 2011年 : 『ジュリオ・チェーザレ』（ヘンデル） パリ・オペラ座 （DVD）
- 2012年 : 『悪魔のロベール』（マイアベーア） ロイヤル・オペラ・ハウス （DVD）
- 2012年 : 『スペインの時』「子供と魔法』（ラヴェル） グラインドボーン音楽祭など （DVD）
- 2013年 : 『ホフマン物語』（オッフェンバック） リセウ歌劇場 （DVD）
- 2013年 : 『清教徒』（ベッリーニ） パリ・オペラ座
- 2014年 : 『オリー伯爵』（ロッシーニ） リヨン国立歌劇場
- 2014年 : 『エトワール』（シャブリエ） ネーデルランド・オペラ （DVD、2018年上演版）
- 2015年 : 『ニンジンの王様（英語版）』（オッフェンバック） リヨン国立歌劇場
- 2016年 : 『ベアトリスとベネディクト』（ベルリオーズ） グラインドボーン音楽祭 （DVD）
- 2016年 : 『いやいやながら医者にされ（英語版）』（グノー） ジュネーヴ大劇場
- 2016年 : 『金鶏』（リムスキー＝コルサコフ）　ブリュッセル・モネ劇場（同プロダクションは翌2017年にマドリード・レアル劇場とナンシー・ロレーヌ国立歌劇場（フランス語版）にて上演）
- 2018年 : 『ニンジンの王』（オッフェンバック）リール歌劇場（フランス語版）
- 2019年 : 『ランメルモールのルチア』(ドニゼッティ) ウィーン国立歌劇場
- 2019年 : 『ファルスタッフ』(ヴェルディ) レアル劇場
- 2019年 : 『青ひげ』（オッフェンバック）リヨン国立歌劇場